# سیارک ۳۵۳۶۵
سیارک ۳۵۳۶۵ (به انگلیسی: 35365 Cooney، نامگذاری:1997UU) سی و پنج هزار و سیصد و شصت و پنجمین سیارک کشف شده‌است که در ۲۱ اکتبر ۱۹۹۷ کشف شد.